# Tríptic de l'Anunciació (Van der Weyden)
El Tríptic de l'Anunciació és és un pintura a l'oli sobre taula del primitiu flamenc Rogier van der Weyden, data al voltant de 1434. Va estar originalment formada per tres plafons, constituint un tríptic: el central està actualment al museu del Louvre  de París; els plafons laterals són a la Galeria Sabauda de Turin, Itàlia del nord.

## Descripció
És una obra primerenca de l'artista flamenc, amb una visible re-elaboració d'elements de Robert Campin i Jan van Eyck. El plafó central descriu l'escena de l'anunciació situant-la dins d'un interior domèstic, amb un àngel ricament vestit que sorprèn la Verge que llegeix un llibre (un símbol dels Llibres Sagrats).
Van der Weyden presta atenció als detalls tècnics, com els brillants objectes metàl·lics, com el llum, el flascó o el medalló que penja sobre el llit. La línia de l'horitzó és elevada com en altres pintures flamenques contemporànies.
Els plafons laterals tenen característiques similars, però estan situats en paisatges més lluminosos, amb els elements en el fons que esdevé cada cop més invisible en la calima, segons perspectiva aèria.